# بید پولچرا
بید پولچرا (نام علمی: Salix pulchra) نام یک گونه از سرده بید است.